# 4960 Mayo
4960 Mayo è un asteroide della fascia principale. Scoperto nel 1960, presenta un'orbita caratterizzata da un semiasse maggiore pari a 3,0193746 UA e da un'eccentricità di 0,0889446, inclinata di 0,93943° rispetto all'eclittica.